# San Ferdinando (Neapel)
San Ferdinando ist einer der 30 Stadtteile (Quartieri) der süditalienischen Hafenstadt Neapel. Er trägt die Ordnungsnummer „1“ und ist Teil des Verwaltungsbezirks Municipalità 1 der Stadt. Das Quartier liegt im Süden der Stadt am Golf von Neapel und gehört zum historischen Zentrum (Centro Storico) sowie zu den sozioökonomisch gesehen mittelreichen Stadtteilen Neapels.

## Geographie und Demographie
San Ferdinando grenzt an die benachbarten Stadtteile Montecalvario, San Giuseppe, Porto und Chiaia.
San Ferdinando ist 0,92 Quadratkilometer groß und hatte im Jahr 2011 (Zensus) 18.404 Einwohner. Im Jahr 1961, fünfzig Jahre zuvor, hatte das Quartier mit 36.205 Einwohnern noch eine nahezu doppelt so hohe Bevölkerungsdichte.